# Pentatlo moderno nos Jogos Olímpicos de Verão da Juventude de 2010 - Individual feminino
A prova individual feminina do pentatlo moderno nos Jogos Olímpicos de Verão da Juventude de 2010 foi disputada no dia 21 de agosto na Escola dos Desportos, em Cingapura. Apesar do nome, foram realizadas apenas quatro provas: esgrima (espada), natação (200 m livre) e o combinado corrida-tiro, onde as pentatletas percorriam 3000 metros e atiravam com pistola a laser. O hipismo não foi disputado.

## Medalhistas
| Ouro   | CUB Leydi Laura Moya López |
| Prata  | HUN Zsófia Földházi        |
| Bronze | UKR Anastasiya Spas        |

## Resultados
| Pos.              | Pentatleta                 | Esgrima           | Esgrima | Esgrima | Natação | Natação | Natação | Combinado corrida-tiro | Combinado corrida-tiro | Combinado corrida-tiro | Total |
| Pos.              | Pentatleta                 | Vitórias-Derrotas | Pos.    | Pontos  | Tempo   | Pos.    | Pontos  | Tempo                  | Pos.                   | Pontos                 | Total |
| ----------------- | -------------------------- | ----------------- | ------- | ------- | ------- | ------- | ------- | ---------------------- | ---------------------- | ---------------------- | ----- |
| Medalha de ouro   | CUB Leydi Laura Moya López | 12-11             | 10      | 840     | 2:22.25 | 7       | 1096    | 11:49.47               | 2                      | 2164                   | 4100  |
| Medalha de prata  | HUN Zsófia Földházi        | 16-7              | 3       | 1000    | 2:09.30 | 1       | 1252    | 13:14.14               | 11                     | 1824                   | 4076  |
| Medalha de bronze | UKR Anastasiya Spas        | 16-7              | 3       | 1000    | 2:20.62 | 4       | 1116    | 12:43.95               | 6                      | 1948                   | 4064  |
| 4                 | USA Anna Olesinski         | 14-9              | 8       | 920     | 2:27.69 | 18      | 1028    | 12:21.48               | 3                      | 2036                   | 3984  |
| 5                 | POL Anna Maliszewska       | 15-8              | 5       | 960     | 2:25.95 | 13      | 1056    | 12:45.10               | 7                      | 1940                   | 3956  |
| 6                 | LTU Gintare Venckauskaite  | 8-15              | 19      | 680     | 2:26.12 | 14      | 1048    | 11:42.28               | 1                      | 2192                   | 3920  |
| 7                 | CHN Zhu Wenjing            | 12-11             | 10      | 840     | 2:26.54 | 16      | 1044    | 12:37.04               | 4                      | 1972                   | 3856  |
| 8                 | KOR Choi Min-Ji            | 15-8              | 5       | 960     | 2:14.01 | 3       | 1192    | 13:56.35               | 17                     | 1656                   | 3808  |
| 9                 | MEX Tamara Vega            | 10-13             | 13      | 760     | 2:24.07 | 10      | 1072    | 12:39.30               | 5                      | 1964                   | 3796  |
| 9                 | RUS Gulnaz Gubaydullina    | 8-15              | 19      | 680     | 2:12.87 | 2       | 1208    | 12:53.28               | 9                      | 1908                   | 3796  |
| 11                | ITA Gloria Tocchi          | 15-8              | 5       | 960     | 2:26.64 | 17      | 1044    | 13:28.70               | 15                     | 1768                   | 3772  |
| 12                | EGY Jihan El Midany        | 9-14              | 14      | 720     | 2:24.01 | 9       | 1072    | 12:52.33               | 8                      | 1912                   | 3704  |
| 13                | BLR Marharyta Maseikava    | 7-16              | 22      | 640     | 2:21.80 | 5       | 1100    | 13:02.76               | 10                     | 1872                   | 3612  |
| 14                | ESP Nuria Chavarría        | 17-6              | 1       | 1040    | 2:35.11 | 23      | 940     | 14:07.58               | 20                     | 1612                   | 3592  |
| 15                | FRA Manon Carpentier       | 9-14              | 14      | 720     | 2:24.54 | 11      | 1068    | 13:22.15               | 14                     | 1792                   | 3580  |
| 16                | CZE Alice Lencová          | 17-6              | 1       | 1040    | 2:28.99 | 20      | 1016    | 14:44.43               | 22                     | 1464                   | 3520  |
| 16                | GER Franziska Hanko        | 9-14              | 14      | 720     | 2:30.85 | 22      | 992     | 13:18.50               | 12                     | 1808                   | 3520  |
| 18                | SIN Valerie Lim            | 5-18              | 24      | 560     | 2:26.23 | 15      | 1048    | 13:20.91               | 13                     | 1800                   | 3408  |
| 19                | KAZ Dilyara Ilyassova      | 13-10             | 9       | 880     | 2:49.10 | 24      | 772     | 13:34.88               | 16                     | 1744                   | 3396  |
| 20                | LAT Sindija Roga           | 9-14              | 14      | 720     | 2:27.96 | 19      | 1028    | 14:03.83               | 19                     | 1628                   | 3376  |
| 21                | IRL Emily Greenan          | 8-15              | 19      | 680     | 2:22.10 | 6       | 1096    | 14:15.80               | 21                     | 1580                   | 3356  |
| 22                | BUL Beatriche Gencheva     | 11-12             | 12      | 800     | 2:23.53 | 8       | 1080    | 14:46.05               | 23                     | 1456                   | 3336  |
| 23                | SVK Ela Sedileková         | 7-16              | 22      | 640     | 2:29.70 | 21      | 1004    | 13:56.72               | 18                     | 1656                   | 3300  |
| 24                | BRA Mariana Laporte        | 9-14              | 14      | 720     | 2:25.60 | 12      | 1056    | 15:03.67               | 24                     | 1388                   | 3164  |